# Велика королівська рада
Вели́ка королі́вська ра́да — один із центральних органів влади у середньовічних монархіях Європи, що являв собою збори представників вищої аристократії й духовенства, які скликав король для вирішення найважливіших питань державного управління. Велика королівська рада у більшості країн була попередницею парламенту, однак мала, в основному, лише нарадові функції. Цей орган представляв інтереси панівних соціальних шарів і забезпечував королю підтримку політичної еліти країни.
На ранніх етапах розвитку цієї інституції Велика королівська рада була розширеним варіантом королівської курії (лат. Curia regis) та для її найменування середньовічні хроністи також застосовували назву курія чи генеральна курія. Головними характеристиками, що відрізняли Велику раду від королівської курії у вузькому сенсі (королівського двору, малої ради), є її представницький склад (вся вища аристократія держави), епізодичність скликання, нечіткість і нарадчий характер функцій й особлива сфера компетенції, що включала найбільш глобальні державні питання.

## Загальні принципи

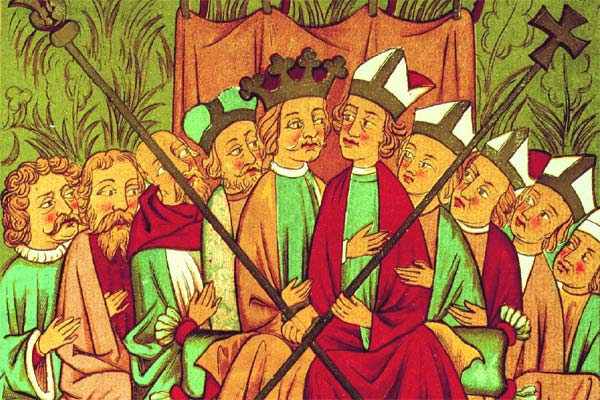
Королівська рада Казимира III

Королівські ради європейських держав виникли зі стародавніх інституцій племінних народних зборів, які у міру формування військово-служилої та спадкової аристократії перетворювались на збори найвпливовіших осіб держави, без урахування думки яких було неможливим ефективне управління країною королем. Досить рано у таких радах почали брати участь і представники вищого духовенства — архієпископи, єпископи, абати найважливіших монастирів. Ці збори скликались королями й обговорювали ті питання, які монарх вважатиме за необхідне для ухвалення «найкращими людьми» країни. Упродовж практично всього періоду існування Великої королівської ради як державної інституції його компетенція лишалась розпливчастою, склад постійно змінювався на розгляд короля, а регулярність засідань, за деякими винятками, не склалась.
Розвиток феодалізму й посилення самостійності крупних світських і духовних сеньйорів призвели до падіння значення Великої королівської ради для системи управління. Він продовжував скликатись час від часу для виконання церемоніальних функцій (в тому числі санкціонування спадкування чи обрання короля), а також для вирішення найбільш глобальних проблем держави: оголошення війни, укладення міжнародних союзів або суду над тим чи іншим бароном королівства. Поточна діяльність з управління країною все більше концентрувалась у вузькому, неформальному зібранні наближених короля й вищих посадових осіб державної адміністрації — королівської курії. У міру ускладнення апарату управління виділялись нові заклади: судові колегії (Суд королівської лави в Англії, Паризький парламент у Франції тощо), фінансові органи (Палата шахівниці, Казначейство, Палата рахунків й інші). У XIII—XIV століттях на засідання Великої королівської ради почали залучатись представники середнього лицарства та, у більшості європейських монархій, королівських міст. З плином часу вони зайняли своє місце у королівській раді поряд зі спадковою аристократією й вищим духовенством. Це призвело до кардинальної трансформації цього закладу на загальнонаціональне станове представництво, яке набуло чіткішої компетенції у законодавчій та судовій галузях та здобуло право давати згоду на обкладення податками. В результаті народилась нова інституція — парламент.
У тих державах, де станове представництво не змогло завоювати центральних позицій у системі органів державної влади, Велика королівська рада у тій чи іншій формі продовжувала існувати поряд із парламентами (Франція, Кастилія, Арагон, Шотландія). Тим не менше її значення продовжувало падати, а сама вона неухильно витіснялась із політичної системи королівською курією (двором) та її закладами (Таємною радою, канцелярією тощо). У Німеччині королівська рада трансформувалась у колегію курфюрстів, в Англії була замінена палатою лордів англійського парламенту, а у Франції її повноваження було розподілено між Генеральними Штатами й верховним судом.

## Національна специфіка

### Англія
Див. також: Вітенагемот.
В англійській історіографії під Великою королівською радою зазвичай розуміють орган, що виник одразу після нормандського завоювання та являв собою трансформацію англосаксонського вітенагемоту, здійснену в інтересах короля Вільгельма Завойовника. Велика королівська рада англо-нормандського періоду являла собою збори, на які мали прибувати всі барони королівства, що утримували свої землі безпосередньо від короля, а також вище духовенство (єпископи й абати). Участь у раді була одним з основних обов'язків феодальної аристократії, поряд з обов'язком виставляти певну кількість лицарів до армії. На відміну від вітенагемоту Велика королівська рада засідала регулярно, тричі на рік: на Різдво, Великдень і Трійцю.
Сфера компетенції ради приблизно відповідала компетенції вітенагемоту, однак практика винесення на обговорення поточних проблем державної влади була припинена: ці питання тепер вирішувались вузьким колом наближених короля у королівській курії. На розгляд ради виносились найбільш глобальні та політично важливі питання, що вимагали узгодження з баронами держави. Саме на такій раді на Різдво 1085 року було прийнято рішення про проведення загального перепису земельних володінь в Англії, результати якого склали «Книгу Страшного суду». Рада також відігравала важливу церемоніальну роль: збори усіх крупних баронів країни демонстрували послам іноземних монархів силу й авторитет влади короля Англії. Ще більше значення рада мала для забезпечення безпосередньої комунікації короля з представниками аристократії й віддалених регіонів країни та для врегулювання розбіжностей між різними баронами мирним шляхом, не вдаючись до міжусобних збройних конфліктів. Судові повноваження ради не мали великої ролі: для нормандської Англії була характерною розвинена судова система, підпорядкована безпосередньо королю як єдиному джерелу судової влади в країні. Законодавчі функції в англо-нормандський період також перебували в ембріональному стані: спираючись на англосаксонські традиції, королі одноосібно видавали закони і встановлювали податки, не запитуючи ухвали ради. Не була потрібна згода ради й на стягнення податків: окрім платежів, передбачених феодальним правом, королі періодично обкладали населення «данськими грішми», а під час Анжуйської імперії за рішенням короля були введені деякі додаткові види поборів.
Значення Великої королівської ради в Англії різко зросло після затвердження 1215 року Великої хартії вольностей, яка встановила, що введення податків має здійснюватись за згодою «загальної ради». Хартія також зафіксувала персональний склад ради: до неї мали залучатись єпископи, абати, графи, крупні барони та представники лицарства графств. Було створено спеціальний комітет для нагляду над королівською адміністрацією. Згодом, за часів правління Симона де Монфора, до складу ради були включені представники міст. З цього моменту інститут Великої королівської ради трансформувався в орган станового представництва, що отримав назву парламент. За традицією, першим англійським парламентом вважаються збори, скликані 1265 року Симоном де Монфором, на яких вперше було застосовано виборчу систему, а городяни стали повноправними учасниками ради. Остаточне оформлення парламенту як вищого органу законодавчої та судової влади Англії відбулось у 1295 році.

### Шотландія
Перші достовірні свідчення про існування в Шотландії Великої королівської ради належать до початку XIII століття, однак очевидно, що до того часу рада була вже сформованим інститутом. Можливо, його виникнення пов'язано з проникненням до країни англо-нормандських традицій за Давида I. Шотландська Генеральна рада (англ. General Council), як і її англійський аналог, включав всю вищу аристократію (ймовірно, утримувачів земель безпосередньо від короля: графів та баронів) і вище духовенство. Конкретний склад учасників і питання до обговорення визначались королем. Генеральна рада забезпечувала врахування думки шотландської знаті королями й під час неповноліття монархів брала на себе функції вищого органу влади у країні. Головними функціями ради були вирішення питань війни та миру, врегулювання суперечок між баронами й королем, ухвала законодавчих ініціатив монарха. Окрім Генеральної ради існувала вузька рада наближених і вищих чиновників королівської адміністрації, що здійснювала вирішення поточних проблем держави.
Іноді Генеральна рада йменувалась колоквіумом (лат. coloquium) чи парламентом (лат. parleamentum). Трансформація Генеральної ради на справжній станово-представницький парламент відбувалась поступово упродовж XIII—XIV століть. Особливістю Шотландії було паралельне існування двох органів, що представляли шотландську аристократію: парламенту, що займався головним чином питаннями фінансів, оподаткування й суду, та Генеральної ради, що збиралась для вирішення найважливіших політичних питань (спадкування престолу, призначення регентської ради, міжнародні відносини) та відрізнявся більшою неформальністю процедур скликання та функціонування. І в тому і в іншому органі брали участь вища шотландська знать і духовенство, однак до парламенту за Роберта Брюса були включені деякі лерди й делегати міст, що зробило саме цей орган інститутом національного представництва.
Зближення парламенту й Генеральної ради (що з XVI століття мала назву конвент чи збори станів (англ. Convention of estates)) продовжилось у XVI—XVII століттях: компетенція обох органів у законодавчій та судовій сфері стала однаковою, до складу зборів станів увійшли представники лицарства й міст, оформилась сувора процедура їх скликання. Відміна полягала лише у коротших строках скликання зборів і в тому, що, на відміну від парламентів, зборів станів могли приймати рішення тільки з того питання, заради якого їх скликав король, а обговорювати інші питання вони не мали права. Це обмеження стало активно використовуватись монархами у XVII столітті для проведення саме через збори станів рішень про оподаткування, а за Карла II санкціонування стягнення податків стало єдиним питанням, що виносилось на їх розгляд. Функції державного управління у той самий час перейшли до компетенції Таємної ради. Збори станів як окремий орган державної влади існували до об'єднання Шотландії та Англії у єдину державу Велику Британію у 1707 році.

### Франція
Трансформація давньофранкського інституту народних зборів в аристократичну королівську раду в цілому завершилась за правління Карла Великого. Хоча головним інститутом королівської влади за Каролінгів став розгалужений апарат центральної адміністрації, що включав королівських посланців, графів, чиновників двору й судові колегії, що призначались королем, особливе місце в системі влади посіли з'їзди знаті королівства, на яких обговорювались найважливіші політичні та військові пропозиції Карла Великого. У цих з'їздах брали участь крупні світські й духовні магнати королівства зі своїми васалами, а іноді й ополченцями з числа вільних селян. Найбільшу роль набули з'їзди, що збирались наприкінці весни («травневі поля»). Хоч цей орган мав суто нарадовий характер, він забезпечував підтримку ініціативам короля з боку панівної еліти й цементував Каролінгську монархію.
У період феодальної роздрібненості у Франції інститут Великої королівської ради зазнав значної трансформації. В умовах послаблення королівської влади рада втратила представницький характер: монарху вдавалось залучити до неї лише залежних від нього єпископів та абатів, а також деяких прямих васалів короля з числа графів центральних регіонів Франції. Королівська рада залишалась вкрай аморфним утворенням. Він скликався лише з нагоди помазання короля чи оголошення війни. Ані законодавчих, ані фіскальних функцій ця рада не мала, а її судові повноваження знаходились у прямій залежності від здатності короля забезпечити виконання вироків ради стосовно крупних баронів. У XI столітті, «курія опустіла»: король був зайнятий підкоренням домену і не прагнув до встановлення своєї влади над феодальними князівствами Франції.
Тим не менше практика звернення до зборів знаті по допомогу у вирішенні політичних питань збереглась. Починаючи з XII століття за рахунок посилення судової влади короля й поступового підкорення королями незалежних феодалів Північної Франції, вплив ради посилився. Королі стали звертатись до зборів французької знаті для вирішення найважливіших питань політичного життя: оголошення війн та скликання феодального ополчення, проголошення хрестових походів, суду над непокірними васалами та конфіскації їхніх володінь. Схвалення радою рішень короля значно укріплювало силу королівської влади. За Філіпа II Августа генеральна курія стала головною зброєю реалізації владних повноважень корони і забезпечила королю підтримку французької знаті у боротьбі з Анжуйською імперією Плантагенетів. Наступники Філіпа II продовжували використовувати Раду для надання законного характеру своїм рішенням, в тому числі і для конфіскацій французьких ленів англійських королів. У той самий час, практика апеляції до ради знаті за відносно слабких королів могла послаблювати ефективність державного управління.
З кінця XIII століття значення ради знову почало падати, поступаючись місцем курії наближених і чиновників короля (Королівська рада — фр. Conseil du Roi) та її спеціалізованим органам. Судові повноваження поступово сконцентрувались в рамках Паризького парламенту. Без жодного спротиву з боку баронів, королі узурпували всю повноту законодавчої влади і стали видавати обов'язкові до виконання ордонанси без згоди знаті. Для отримання згоди на обкладення населення податками королі стали вдаватись до скликання Генеральних штатів, до яких окрім вищої аристократії й духовенства увійшли представники міст — однієї з головних опор королівської влади у період пізнього Середньовіччя. Перше скликання Генеральних штатів належить до 1302 року. Під час неповноліття короля Карла VI раду було відроджено, але вже у новій якості: як регентська рада під контролем принців крові. Однак вже за його наступників, що почали будівництво абсолютної монархії, на зміну раді знаті прийшла спочатку «вузька рада» (фр. Conseil étroit), в якій засідали деякі принци крові, крупні сеньйори й низка чиновників, що розбирають справи, внесені на обговорення королем. За Франциска I і цей орган вважався надто широким й був замінений «діловою радою» з 4-5 наближених короля. Створена Людовіком XI Велика рада (фр. Grand conseil) вже являла собою суто судову інституцію, у якій брали участь експерти-юристи та їхні секретарі, що розглядали справи, відкликані королем з парламенту.

### Іспанія
Процес трансформації племінних народних зборів на раду знаті при королі завершився у вестготську епоху. Особливістю вестготської держави було те, що окрім суто нарадової ради представників знаті існував ще один інститут — собори (лат. concillas), в яких брали участь єпископи, вестготська та іспансько-римська знать. Перше свідчення про собори належить до часу правління Аларіха II, а за Реккареда I цей орган набув законодавчих функцій: вони стали затверджувати укази, які видавав король, у разі якщо останньому було потрібно отримати визнання своїх дій з боку аристократії. У складі соборів переважало вище духовенство, а представники знаті призначались королем. Саме на соборах, які проходили зазвичай у Толедо, у церкві св. Леокадії, були затверджені найважливіші кодекси й закони Вестготського королівства. Цей орган мав також певну судову владу і розглядав скарги на дії королівських чиновників.
Вестготська система законодавчих соборів і нарадової королівської ради збереглась і у християнських державах, утворених після арабського завоювання Піренейського півострова. В Астурії, Леоні, Кастилії та Арагоні Велика королівська рада, яка час від часу скликалась монархами, включала вищі шари шляхти й духовенства та відігравала, головним чином, політичну роль, обираючи короля чи його спадкоємця (поки не склався спадковий принцип передачі престолу), вирішуючи питання війни й миру. Собори були, зазвичай, більш представницькими. На них обговорювались і затверджувались законодавчі ініціативи королів з найширшого спектру державних проблем. Іноді собори складались лише з щляхти (конвенти) чи з духовенства (конгрегації). З XI століття посилилась тенденція збирати для вирішення цивільних справ винятково представників світської знаті, без участі священнослужителів. У 1137 році один з таких конвентів, що зібрався у Нахері, отримав нову назву кортесів. Первинно кортеси складались виключно з шляхти, однак уже з 1188 року в Леоні, з 1250 року в Кастилії, а з 1274 року в Арагоні кортеси перетворились на справжні станові представництва, ядро яких складали делегати вільних міст. Кортеси узурпували право згоди на обкладення населення податками, однак законодавча влада цілковито залишалась у руках королів.
Поступово кортеси витіснили Велику королівську раду з політичної системи піренейських держав, в тому числі і з церемоніальних питань (обрання короля, затвердження регентської ради, складання коронаційної клятви). У той самий час при королі виникла вузька рада його наближених та вищих державних чиновників, де сконцентрувались механізми управління королівською адміністрацією й судові прерогативи (власне Королівська рада, чи курія), з якої згодом виділився коронний суд (ісп. cort). У періоди смут вищої аристократії іноді вдавалось розширити компетенцію Великої королівської ради, та навіть підпорядкувати собі короля, однак після відновлення королівської влади рада знову відтіснялась від управління та перетворювалась на суто нарадовий орган. За Фернандо II й Ізабелли I аристократи були позбавлені права голосу в королівській раді, яка в результаті стала закладом державної адміністрації, цілком підконтрольним королю. Лише у Наваррі, де міста були слабкими, рада, що складалась практично винятково із шляхти, зберегла своє значення до XVII століття, відіграючи роль державного інституту, що обмежує державний абсолютизм.

### Держави хрестоносців
В Єрусалимському королівстві через слабкість королівської влади й могутності феодальних баронів вплив ради — Вищої курії (фр. Haut cour) був безпрецедентним для європейських монархій. До цього органу входили всі васали короля, а після 1120 року і єпископи. Згодом право участі у Вищій курії отримали магістри лицарських орденів та впливові хрестоносці, які прибули з Європи. Відповідно до асизів Аморі I у формуванні Вищої курії могли брати участь всі шляхтичі королівства (понад 600 чоловік).
Королівська рада була органом влади єрусалимської феодальної знаті. На відміну від своїх європейських аналогів, Вища курія мала чіткі фіскальні, законодавчі та судові прерогативи. Згода курії була потрібна для стягнення податків, організації воєнних експедицій, затвердження найважливіших законів. Саме на такому соборі в Наблусі 1120 року були прийняті перші закони держави хрестоносців. Цей орган також був верховним судом Єрусалимського королівства та єдиним судовим органом, в якому могли слухатись справи зі звинувачення баронів країни у злочинах, а покарання, які накладала курія на правопорушників могли включати конфіскацію володінь і смертну кару. Ще важливішим було право Вищої курії обирати короля Єрусалима, його регентів та приймати коронаційну клятву. Король, хоч і посідав пост голови курії, був у ній лише першим серед рівних. Вся історія існування Єрусалимського королівства була заповнена боротьбою у Вищій курії між королями й аристократами. Якщо у XII столітті монархи Арденн-Анжуйської династії намагались послабити вплив Вищої курії і створити централізовану королівську адміністрацію, а Фрідріх II у 1232 році взагалі скасував курію, то з середини XIII століття й до падіння Акри саме вона була верховним органом влади королівства. Однак у справжній парламент Вища курія трансформуватись за час існування Єрусалимського королівства не встигла і представники міст не отримали права голосу на її зібраннях.
Основи державної влади Єрусалимського королівства були перенесені на Кіпр, де також було створено Вищу курію. Однак у Кіпрському королівстві цей орган не мав того впливу, як у Єрусалимі. Королі Кіпру володіли значним земельним доменом, що дозволяло їм бути не залежними від баронів. В результаті Вища курія була підкорена королями і втратила значну частину своїх повноважень у законодавчій і фіскальній сфері.

### Швеція
Однією з головних особливостей ранньоскандинавського суспільства були тінги (сканд.: ting) — регулярні регіональні народні збори, що складались з усіх вільних жителів округи й вирішували судові суперечки, приймали політичні рішення та обирали правителя-верховного суддю лагмана. Існувала ціла ієрархія тінгів: від тінгів сотні до тінгів королівства. До X століття у тінгах, що зберігали видимість демократичних інститутів і принцип «одна людина — один голос», фактично домінувала місцева аристократія. Король Швеції тривалий час був цілковито залежним від тінгу Свеаланду, якому належала вся повнота законодавчої та судової влади у центральній частині Шведського королівства. Тінг Свеаланду збирався щорічно, наприкінці лютого — початку березня.
Лише в XII столітті роль тінгів у структурі державної влади почала падати, поступаючись місцем неформальній раді провідних магнатів Швеції при королі з нарадовими функціями (Державна рада, риксрод; швед. Riksrådet), яку зазвичай, очолював ярл. Магнус I Ладулос наприкінці XIII століття перетворив цю раду на постійний інститут королівської адміністрації та включив до його складу державних сановників. До цього ж часу належить оформленя шляхетського стану. В середині XIV століття, за Магнуса II, Державна рада стала органом влади крупної аристократії й домоглась надання їй права схвалювати стягнення податків й затверджувати закони, а також обирати короля. Саме виступ ріксроду проти короля та його звернення до Маргарити Данської у 1388 році призвело до об'єднання Швеції, Норвегії й Данії у Кальмарську унію 1397 року.
У період Кальмарської унії, коли шведським монархом був король Данії, Державна рада сконцентрувала у своїх руках всі важелі управління країною, включаючи призначення на державні посади, законодавство й податкову систему. Без співробітництва Державної ради, в якій домінувала крупна шведська аристократія, король не міг здійснювати ефективне управління Швецією. Під час повстання Енгельбректа (1434—1436), підтриманого Державною радою, у 1435 році в Арбозі було скликано збори представників усіх станів (шляхта, духовенство, городяни й вільні селяни), які вважаються першим справжнім парламентом Швеції — риксдагом (швед. Riksdag). Поступово всевладдя аристократичної ради почало суперечити тенденціям соціально-економічного розвитку країни. У період правління дому Стуре (кінець XV—початок XVI століття) Державній раді було протиставлено всестановий риксдаг, який почав регулярно скликатись та взяв на себе функції вищого законодавчого органу країни.
Кардинальна реорганізація королівської ради відбулась вже після розриву Кальмарської унії. В результаті реформ Густава I Вази у 1538—1543 роках на зміну аристократичному ріксроду прийшла урядова рада (регементсрод), що складалась із посадових осіб, відповідальних перед королем. Однак ця реформа не була завершена й наприкінці правління короля Густава I старий аристократичний принцип організації Королівської ради було відновлено. Упродовж XVI — першої половини XVII століття Державна рада зберігала свої позиції як орган влади шведської аристократії, незважаючи на періодичні конфлікти з королями та їхні спроби усунути ріксрод від управління. Поступово, завдяки реформам Акселя Оксеншерни й королеви Христини I, Державна рада трансформувалась в орган державної адміністрації. Вже за часів Другого регентства (1660—1672) вища роль у державі перейшла до риксдагу, але тільки затвердження у Швеції абсолютної монархії за Карла XI завершило перетворення Державної ради на бюрократичний інститут, що складався з чиновників короля, за яким зберігались лише деякі судові функції. Тим не менше, у Швеції традиції аристократичної Державної ради не були цілком усунуті та вплинули на характер функціонування Таємної ради короля, яка упродовж XVIII століття займала одне з центральних місць в системі управління країною.

### Угорщина
Інституція Великої королівської ради відома в Угорщині з X століття. У ранні періоди вона була вищим органом державного управління країни і включала найбільших магнатів, єпископів та королівських ішпанів комітатів. Керівництво радою, зазвичай, здійснював архієпископ Естергомський. Королівська рада забезпечувала ухвалу шляхтою і духовенством законодавчих ініціатив короля та здійснювала судочинство у найважливіших державних справах. Особливістю Угорщини було те, що завдяки сильній королівській владі перевагу в раді на ранніх етапах мали регіональні королівські чиновники (ішпани, бани) та придворні.
Наприкінці XII століття, за Бели III, почалось зростання значення королівської канцелярії, яка стала витісняти раду зі сфери управління, однак внутрішньополітична криза середини XIII століття знову призвела до посилення впливу Королівської ради. «Золота булла» Ендре II 1222 року зрівняла угорська шляхта («королівських сервієнтів») у правах з магнатами й відкрила шлях для проникнення шляхетських елементів до Королівської ради. Однак головним органом середнього комітатського шляхетства стали загальні збори прелатів, баронів, шляхти і половців Куншагу, перші х яких відбулись на Ракоському полі у 1277 році. Цей орган став представником інтересів шляхти й головною противагою Королівській раді, в якій продовжувала домінувати крупна аристократія. На відміну від західноєвропейських представницьких інституцій у загальнонаціональних зборах Угорщини не брали участі представники вільних міст.
За правління Анжуйської династії Королівська рада була реорганізована й перетворена на збори королівських наближених і чиновників. Роль представництва шляхти стали відігравати Державні збори (лат. Generalis congregatio), регулярне скликання яких, однак, почалось лише по смерті короля Жигмонда. Державні збори стали активно брати участь у законотворчому процесі й домагатись затвердження королями своїх законодавчих ініціатив. До них увійшли виборні представники комітатів та деяких вільних міст, що призвело до трансформації цього органу в станове представництво (парламент). Послаблення королівської влади у XV столітті призвело до відродження аристократичного характеру Королівської ради, в якій знову почала панувати вища земельна аристократія і прелати. За Матяша Гуньяді Королівській раді було передано право встановлення податків, а наприкінці XV століття рада цілком сконцентрувала у своїх руках управління Угорщиною. Боротьба між Королівською радою і державними зборами за вплив у країні стала одним із центральних політичних процесів останніх десятиліть існування незалежного Угорського королівства.
Після входження Угорщини до складу імперії Габсбургів представницькі функції Королівської ради перейшли до вищої палати Державних зборів, а владні повноваження — до адміністративних органів, створених австрійськими монархами: Губерніума й Угорської палати.

### Польща
Прообразом Великої королівської ради в Польщі були з'їзди князів, єпископів та найвпливовіших магнатів з усієї країни, що епізодично скликались польськими князями для вирішення питань війни й миру, узгодження найважливіших законодавчих ініціатив та підтвердження переходу престолу до спадкоємця померлого монарха. У період розпаду Польщі на кілька незалежних князівств (друга половина XII — початок XIV століття) такі з'їзди відігравали важливу роль забезпечення культурно-політичної спільноти польських держави. Однак часи роздрібненості наклали свій слід на характер шляхетського представництва: на зміну загальнонаціональним з'їздам прийшли регіональні сеймики, що стали органами, які висловлювали інтереси місцевого шляхетства. Створена після об'єднання Польщі у першій половині XIV століття Королівська рада (пол. Rada królewska) була органом королівської адміністрації й суду, до складу якої король включав канцлера, його заступників, архієпископа Гнезненського та інших осіб, які посідали придворні посади. Цей орган не мав характеру представництва національної аристократії.
Часом, коли королі потребували підтримки шляхти для здійснення тих чи інших заходів, в основному династичного чи військового характеру, скликали загальнопольські з'їзди шляхти від кожної провінції польської держави, які отримали назву сеймів (пол. Sejm). Користуючись залежністю короля від підтримки шляхти в умовах вкрай слабкого розвитку крупного землеволодіння і гострої зовнішньої загрози, королям, починаючи з кінця XIV століття доводилось йти на поступки шляхті, розширюючи її привілеї. Кардинальні зміни у структурі державного управління відбулись у 1454 році, коли, щоб забезпечити набір армії для ведення Тринадцятирічної війни з Тевтонським орденом, король Казимир IV видав Нешавські статути. Відповідно до цього документу для затвердження законів, введення податків і скликання військового ополчення була потрібна згода польської шляхти. Це призвело до формування загальнонаціонального станово-представницького органу — вального сейму, перше скликання якого належить до 1493 року. На відміну від західноєвропейських держав до польського сейму не увійшли представники міст.

### Хорватія
У державах Балканського півострова інститут Великої королівської ради виник на базі давньослов'янської традиції координації дій короля з його дружиною. У Хорватії X століття зберігалась практика прийняття рішень королями на зборах знаті (саборах), в яких брали участь жупани, коміти, бани і священнослужителі. Однак цей орган не набув постійного характеру та відокремленої компетенції. Королівська влада досить рано почала проводити політику обмеження впливу місцевої аристократії, часто усуваючи комітів і жупанів та не даючи цим посадам перетворитись на спадкові титули. Тим не менше, звичай обрання короля зібранням знаті виявився досить живучим, й у політичній історії країни усунення старого й вибори нового короля сабором знаті були відносно частим явищем. Унія з Угорщиною 1102 року також була прийнята на зборах «дванадцяти хорватських племен» (фактично потомками племінної знаті). Інститут сабору, що представляв інтереси хорватського дворянства, зберігався у період перебування країни у складі Угорщини, та, згодом, імперії Габсбургів. Однак цей орган вже набув характеру станового представництва, а у 1687 році права сабору на обрання короля Хорватії були скасовані.